# Parque nacional del archipiélago de Ekenäs
El Parque Nacional del Archipiélago de Ekenäs (sueco: Ekenäs skärgårds nationalpark, finlandés: Tammisaaren saariston kansallispuisto) está situado en el archipiélago de Ekenäs, en la región de Uusimaa en el sur de Finlandia. Se estableció en 1989 y cubre 52 kilómetros cuadrados. El parque es mantenido por el Metsähallitus (Ministerio de Silvicultura). La ciudad más cercana es Raseborg.

## Características
La mayor parte del área del parque está compuesta por islotes rocosos cerca de la costa y por las zonas marinas que los rodean. Está prohibido desembarcar y utilizar lanchas a motor cerca de las islas del 1 de abril al 17 de julio, en la época de cría de las aves acuáticas. Las islas más grandes surgieron del mar a causa de la isostasia, el ascenso de la tierra en esa zona debido a la retirada de los glaciares desde antes de la era de los vikingos. La isla de Älgö, donde hay alojamiento y na torre de observación, es mencionada por primera vez hacia 1240. Jussarö (1,5 km2) ha estado habitada entre los años 1800 y 1960, en torno a una pequeña mina de hierro.
Solo se puede acceder al parque en barco, donde hay unos 1300 islotes e islas, desde Ekenäs. Los visitantes sin barco pueden llegar en un taxi acuático. Además de aves, en las islas hay focas, corzos y algún alce.
El Parque Nacional del Archipiélago de Ekenäs recibió el Diploma Europeo de Áreas Protegidas el 19 de junio de 1996. Es válido hasta junio de 2011.